# Vitajte na konci sveta
Vitajte na konci sveta je sedmé řadové album slovenské skupiny Desmod z roku 2010. 

## Seznam skladeb
1. "Intro" - 0:56
2. "Vitajte na konci sveta" - 4:45
3. "Hviezda padá" - 3:24
4. "Vojna slov" - 3:52
5. "Varovný výstrel" - 3:46
6. "Srdce vo formaldehyde" - 3:38
7. "Za tebou" - 3:50
8. "Nemusíš sa báť" - 3:46
9. "Strom" - 3:47
10. "Pandorina skrinka" - 3:56
11. "Nové časy" - 3:34
12. "Kráľovstvo nebeské" - 3:13
13. "Posledná minúta" (bonus track) - 2:59